# Dendrobium cylindricum
Dendrobium cylindricum är en orkidéart som beskrevs av Johannes Jacobus Smith. Dendrobium cylindricum ingår i släktet Dendrobium, och familjen orkidéer. Inga underarter finns listade i Catalogue of Life.